# Бонк, Роман
Роман Мариан Бонк (пол. Roman Marian Bąk; 6 августа 1938, Быдгощ), в русскоязычных источниках часто Роман Бяк — польский чиновник времён ПНР, Быдгощский вице-воевода в 1975—1981, менее месяца в 1981 году исполнял обязанности воеводы. Член воеводского комитета ПОРП. Приобрёл широкую известность своей ролью в Быдгощской провокации. Впоследствии дипломатический представитель ПНР в НРБ. В Третьей Речи Посполитой — предприниматель строительного кластера, глава быдгощского отделения банка BRE.

## Административная карьера
Информация о ранних годах Романа Бонка в открытых источниках не представлена. Сообщается, что уже в молодости он вступил в правящую компартию ПОРП и делал карьеру по административной линии ПНР. Занимал посты главы администрации Рыпинского повята, начальника быдгощской делегатуры Верховной контрольной палаты. 1 июня 1975 был назначен Быдгощским вице-воеводой — заместителем воеводы (главы региональной администрации) Эдмунда Леманна. По должности состоял в Быдгощском воеводском комитете ПОРП.
Как представитель партийно-государственной иерархии Роман Бонк был противником забастовочного движения и профсоюза Солидарность. Но августовские и последующие события 1980 способствовали его карьерному подъёму. В Быдгоще был отстранён от должности одиозный первый секретарь воеводского комитета ПОРП Юзеф Майхжак, вместе с ним отправлен в отставку (и привлечён к уголовной ответственности) воевода Леманн. 28 февраля 1981 в исполнение обязанностей Быдгощского воеводы вступил Роман Бонк.

## Быдгощский март

### Подготовка
В марте 1981 года в Быдгощском воеводстве разразился острый политический кризис. Крестьяне-единоличники требовали права на свой профсоюз Сельская Солидарность. Власти препятствовали этому. В поддержку крестьянских активистов решительно выступил Быдгощский профцентр «Солидарности», во главе которого стоял радикальный антикоммунист Ян Рулевский.
Воевода и тем более вице-воевода не являлся главным лицом управленческой системы ПНР. Реальная власть принадлежала комитетам ПОРП, а в чрезвычайных ситуациях, типа сложившейся в марте 1981 — силовым структурам. Быдгощским воеводством руководили первый секретарь Генрик Беднарский, секретари  Зенон Жмудзиньский, Игнацы Иваньч, Януш Земке, Богдан Дымарек, Рышард Бандошек, воеводский комендант милиции полковник Юзеф Коздра, заместитель коменданта по госбезопасности полковник Зенон Дрында. Когда события приняли масштабный и угрожающий оборот, решения перешли в центральные партийные и силовые инстанции в Варшаве.
Однако именно и. о. воеводы Роман Бонк, вице-воевода Владислав Пшибыльский и председатель воеводского совета Эдвард Бергер вели официальные переговоры с крестьянским забастовочным комитетом и профцентром «Солидарности». Лично Бонк формально пригласил объединённую профсоюзную делегацию на заседание воеводского совета и гарантировал обсуждение вопроса о «Сельской Солидарности» (полковник Коздра в разговоре с Рулевским гарантировал безопасность делегатов). При этом Бонк (как и Коздра) был достаточно информирован о подготовке силового подавления: в Варшаве приняли решение не допустить легализации крестьянского профсоюза и сорвать обсуждение на воеводском совете. В Быдгощ были стянуты крупные силы милиции, ЗОМО и госбезопасности под командованием полковника Зенона Платека и полковника Яна Велоха из центрального аппарата МВД.

### Столкновение
19 марта 1981 делегация забастовочного комитета и независимого профсоюза в составе 27 человек прибыла на заседание воеводского совета. Однако вопрос о «Сельской Солидарности» был без предупреждения снят с повестки. В 13:45 председатель Эдвард Бергер объявил сессию закрытой. Активисты заявили протест и отказались покинуть зал заседаний.
Именно Роман Бонк стал публичным лицом властной стороны и фактически принял на себя ответственность за развитие событий. Он распорядился вызвать в совет милицию и силы безопасности, тем самым предопределив силовой сценарий в соответствии с утверждённым Платеком и Велохом оперативным планом Sesja. Прибыл усиленный наряд милиции, ЗОМО и агентов СБ под руководством быдгощского командира ЗОМО майора Генрика Беднарека.
В 19:00 Бонк ультимативно потребовал от профсоюзных делегатов очистить помещение. Рулевский, известный резкостью и горячностью, вступил в перепалку. Несколькими часами ранее заместитель Рулевского Кшиштоф Готовский передал Леху Валенсе информацию о происходящем в Быдгоще. Было распространено профсоюзное сообщение о срыве достигнутых договорённостей. Ответственность за обман и конфликт «Солидарность» возлагала на председателя совета Бергера, вице-воеводу Бонка, вице-премьера Маха и партсекретаря Дымарека.
Помещение заполнялось милицией и бойцами ЗОМО. Представители «Солидарности» снова отвергли ультиматум. В 20:06 майор Беднарек отдал приказ об атаке. Началась свалка и физическое столкновение. Сопротивляясь, активисты «Солидарности» пели Jeszcze Polska nie zginęła. Ян Рулевский, Михал Бартоще, Мариуш Лабентович подверглись жестокому избиению и попали в больницу.

Это было небольшое военное положение. Комиссары Бонк и Пшибыльский, а за их спиной Ярузельский, Каня и Ольшовский.

### Последствия
Быдгощское избиение привело к взрыву возмущения по всей стране. «Солидарность» организовала массовые акции протеста. 27 марта 1981 Польшу охватила многомиллионная предупредительная забастовка. 12 мая 1981 «Сельская Солидарность» была официально зарегистрирована.
Эти события сделали не очень известного чиновника одиозно знаменитым. Через день после столкновения, 21 марта 1981, Роман Бонк уступил пост воеводы Богдану Крулевскому. 30 апреля 1981 Бонк был отстранён от должности вице-воеводы и отправлен советником посольства ПНР в НРБ. Во внутриполитическом противостоянии 1980-х заметного участия он более не принимал.

## Предприниматель в новой Польше
В Третьей Речи Посполитой Роман Бонк занялся строительным бизнесом — как ни удивительно, по имеющейся информации, работал с фирмой Rawex Кшиштофа Готовского. Затем возглавил Быдгощское отделение банка BRE (быдгощский офис банка отмечен как «самое красивое публичное здание Польши за период 1989—1999»). В интервью российской Новой газете Ян Рулевский отмечал, что после смены общественно-политического строя Бонк сумел встроиться в реформы.
В марте 2013 74-летний Бонк вновь публично изложил своё видение событий Быдгощского марта. Он повторил все установки пропаганды ПОРП 1981 года: «вызов сил безопасности был оправдан и необходим», «избиения членов „Солидарности“ не было», «Рулевскому нужен был конфликт для усиления позиций в соперничестве с Валенсой» и т. п. В осуждение Рулевскому и его товарищам Бонк замечает, что они находились в больнице «дольше, чем Иоанн Павел II после покушения» (расчёт бывшего коммуниста на популярность Папы Римского). Главным же доводом Бонка является то, что Быдгощская провокация не усилила позиций власти. При этом он весьма позитивно оценивает осуждаемые Рулевским действия Валенсы, которые позволили избежать всеобщей бессрочной забастовки. В этой связи Бонк одобряет присуждение Нобелевской премии председателю «Солидарности».